# Paul Is Live
 Paul is Live ist das vierte Livealbum von Paul McCartney. Gleichzeitig ist es einschließlich der Wings-Alben, der klassischen Alben, der Livealben und Kompilationsalben das 25. Album von Paul McCartney nach der Auflösung der Band The Beatles. Es wurde am 15. November 1993 in Großbritannien und am 16. November 1993 in den USA veröffentlicht.

## Entstehung

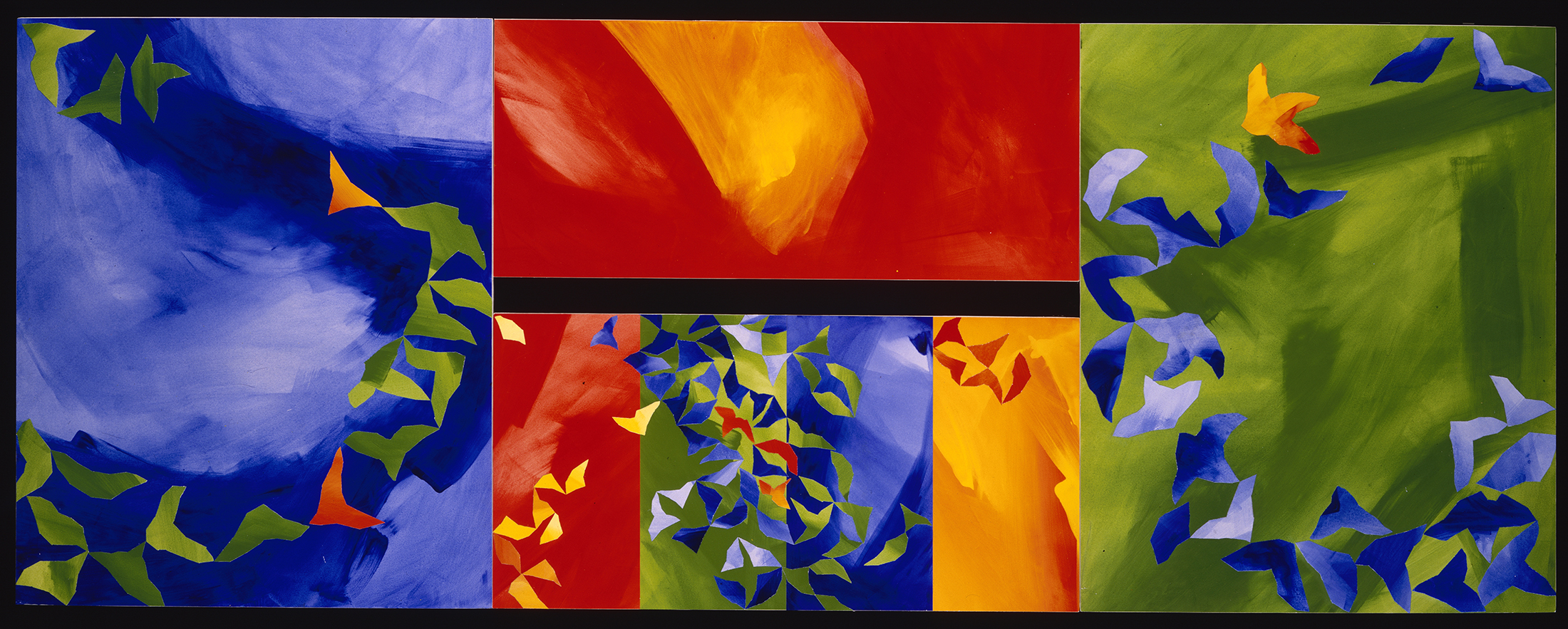
New World Tour Design von Brian Clarke

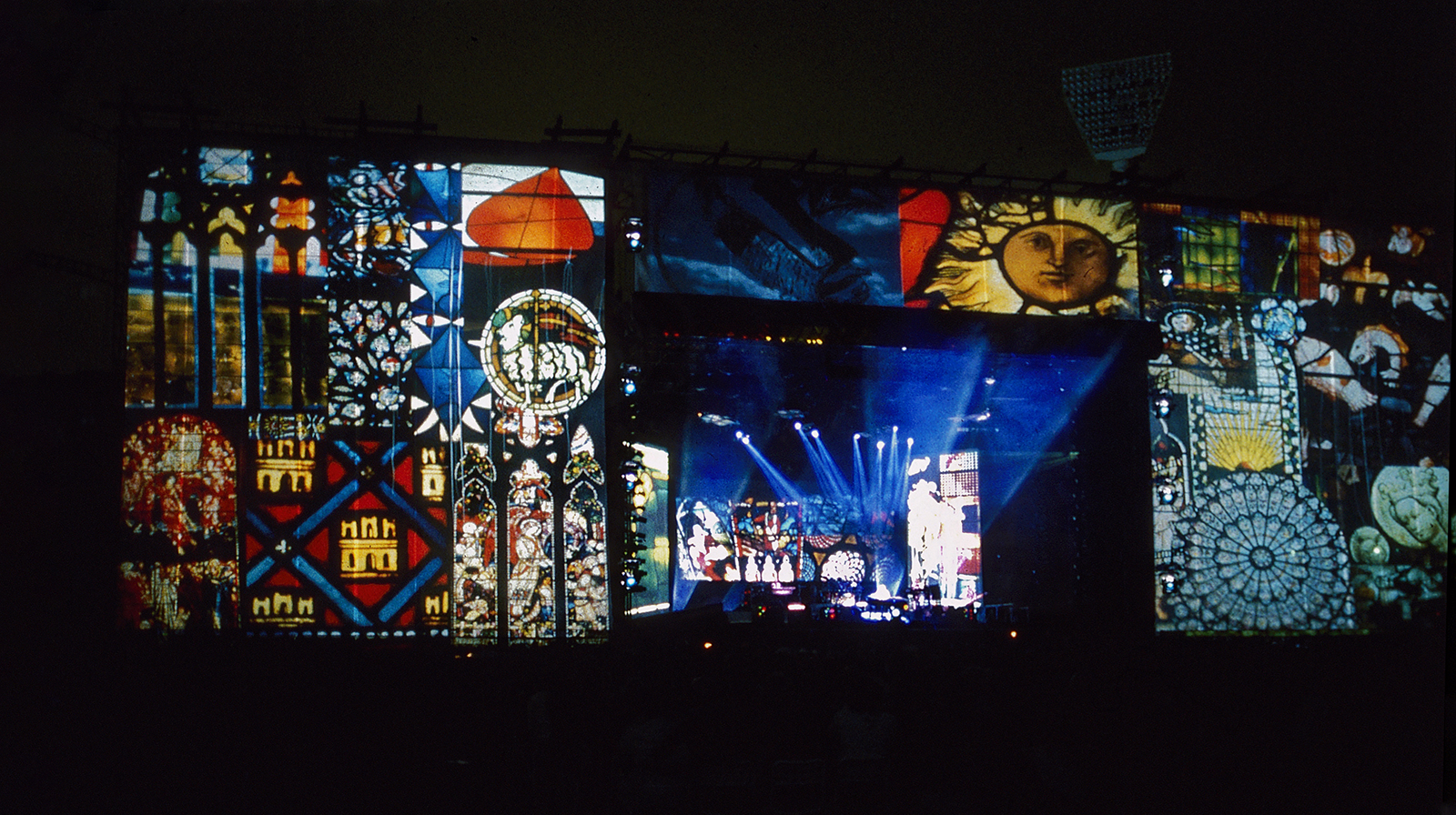
Bühnendesign der New World Tour von Brian Clarke

Im Anschluss an die Veröffentlichung seines Albums Off the Ground war Paul McCartney ab Februar 1993 erneut auf Tournee gegangen. Vom 18. bis zum 23. Februar 1993 begann Paul McCartney seine Welttournee unter der Bezeichnung New World Tour mit einer Europa-Tournee mit vier Konzerten, die jeweils zwei Konzerte in Frankfurt am Main und Mailand umfasste. Vom 5. bis 27. März folgte eine Australien/Neuseeland-Tournee mit zehn Konzerten. Vom 14. April bis 15. Juni 1993 begab sich McCartney auf eine Nordamerika-Tournee mit 23 Konzerten. Die Setlist war wie folgt:
| 1. Drive My Car (Lennon/McCartney) 2. Coming Up (McCartney) 3. Get Out of My Way (McCartney) 4. Another Day (McCartney) 5. All My Loving (Lennon/McCartney) 6. Let Me Roll It (Paul und Linda McCartney) 7. Peace in the Neighbourhood (McCartney) 8. Off the Ground (McCartney) 9. I Wanna Be Your Man (Lennon/McCartney) 10. Can’t Buy Me Love (Lennon/McCartney) 11. Robbie’s Bit (Robbie McIntosh) 12. Good Rockin’ Tonight (Roy Brown) 13. We Can Work It Out (Lennon/McCartney) 14. Every Night (McCartney) 15. And I Love Her (Lennon/McCartney) 16. Hope of Deliverance (McCartney) 17. Michelle (Lennon/McCartney) 18. Biker Like an Icon (McCartney) 19. Here, There and Everywhere (Lennon/McCartney) | 1. Yesterday (Lennon/McCartney) 2. My Love (McCartney) 3. Lady Madonna (Lennon/McCartney) 4. Live and Let Die (Paul und Linda McCartney) 5. Let It Be (Lennon/McCartney) 6. Magical Mystery Tour (Lennon/McCartney) 7. C’Mon People (McCartney) 8. The Long and Winding Road (Lennon/McCartney) 9. Paperback Writer (Lennon/McCartney) 10. Fixing a Hole (Lennon/McCartney) 11. Penny Lane (Lennon/McCartney) 12. Sgt. Pepper’s Lonely Hearts Club Band (Lennon/McCartney) 13. Band on the Run (McCartney) 14. I Saw Her Standing There (Lennon/McCartney) 15. Hey Jude (Lennon/McCartney) 16. Mull of Kintyre (wurde bei drei Konzerten gespielt) (McCartney/Denny Laine) 17. Kansas City (Leiber/Stoller) (wurde nur am 31. Mai in Kansas City gespielt) |

Auf Wunsch der Schallplattenfirma EMI sollte es zum Weihnachtsgeschäft ein neues Livealbum von Paul McCartney geben, so stellten Geoff Emerick und McCartney die Lieder des Livealbums im Juli 1993 in den eigenen Hog Hill Mill Studios in Sussex zusammen und mischten diese ab. Die meisten Aufnahmen des Albums stammen vom USA-Teil der Welttournee, hauptsächlich aus Boulder, Charlotte und Kansas City.
Im Gegensatz zu den Livealben Wings over America und Tripping the Live Fantastic wurde dieses Livealbum weder als Dreifach-Langspielplatte noch als Doppel-CD veröffentlicht, sondern lediglich als Doppelalbum und Einfach-CD, sodass von den durchschnittlich gespielten 34 Lieder nur neunzehn verwendet wurden. Die Reihenfolge der Lieder entspricht mit Ausnahmen der Reihenfolge der Lieder, die während der Konzerte gespielt worden sind. Kansas City, auf dem Album enthalten, wurde nur am 31. Mai 1993 in Kansas City gespielt. Die CD endet mit drei Soundcheck-Aufnahmen, von denen Hotel in Benidorm und A Fine Day neue Kompositionen sind. Die beiden Lieder hatten einen Haftungsausschluss, der auf dem Cover steht: „Die Tracks 22 und 24 wurden beim Soundcheck improvisiert und sind daher möglicherweise nicht für Menschen mit kritischer Gesinnung geeignet.“
Nach Fertigstellung des Albums wurde die Welttournee fortgesetzt. Vom 3. September bis zum 27. Oktober 1993 folgte eine Europa-Tournee mit 28 Konzerten, danach gab Paul McCartney vom 12. bis zum 19. November 1993 fünf Konzerte in Japan. Die Welttournee endete mit einer Südamerika-Tournee, vom 25. November bis zum 16. Dezember, mit acht Konzerten.
Das Album Paul Is Live war kein kommerzieller Erfolg, es ist wahrscheinlich, dass einer der Gründe der zeitliche Abstand zum vorgehenden Livealbum Tripping the Live Fantastic, das drei Jahre vorher erschien, zu gering war, obwohl die beiden Alben nur einen Song, Live and Let Die, gemeinsam haben.

## Covergestaltung und Name des Albums

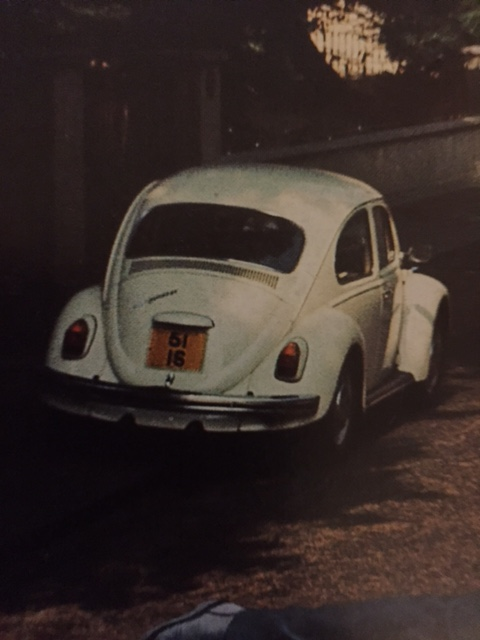
Volkswagen mit dem Kennzeichen „51 IS“

Das Cover wurde von Electronic Retouching Obscura unter der Leitung von Roger Huggett gestaltet. Das Vorderseitenbild stammt von Ian Macmillan und das Bild auf der CD-Rückseite von Linda McCartney. Die Vinyl-Version enthält zwei LPs mit bedruckten Innenhüllen. Der CD liegt ein 16-seitiges, zu einem Miniposter aufklappbares, bebildertes Begleitheft bei. Am 25. Juli 1993 kehrte Paul McCartney mit Iain MacMillan, dem Fotografen des Abbey-Road-Covers in die Abbey Road zurück. Sie hatten geplant, McCartney auf dem Zebrastreifen noch einmal zu fotografieren und dann Elemente aus dem Originalcover von 1969 hinzuzufügen. Diese Idee wurde jedoch aufgegeben und stattdessen wurde die Aufnahme von 1969 digital manipuliert. Die digitale Bearbeitung wurde von Erwin Keustermans durchgeführt. Der Hund auf dem Cover ist Arrow, dessen Mutter Martha, McCartney Hund aus den 1960er, war.
Der Titel des Albums sollte ursprünglich From AUS to USA lauten, da lediglich Liveaufnahmen aus den USA und Australien verwendet wurden. Der dann verwendete Titel Paul Is Live ist doppeldeutig gemeint, einerseits ist die Bezeichnung eines Livealbums gemeint, andererseits wird auf eine Verschwörungstheorie betreffend Paul McCartney hingewiesen.
Seit dem Jahr 1969 existiert das Gerücht, Paul McCartney sei bei einem Autounfall ums Leben gekommen und durch einen Doppelgänger ersetzt worden. Als angebliche „Beweise“ deutete man unter anderem einige Details auf dem Cover der LP Abbey Road, zum Beispiel, dass McCartney als einziger der Beatles barfuß zu sehen ist, was in Großbritannien als Todessymbol gedeutet wird, da Menschen dort ohne Schuhe beerdigt werden. Außerdem sei es außergewöhnlich, dass er – als Linkshänder – seine Zigarette in der rechten Hand hält. Diese Verschwörungstheorien wurden von einem Radiomoderator ins Leben gerufen. Als Vorlage diente das Cover von Abbey Road, das einige Veränderungen erfuhr:
- Statt der vier Beatles ist Paul McCartney mit einem Hund zu sehen.
- Paul McCartney trägt diesmal Schuhe.
- Auf dem Nummernschild des Volkswagens ist hier nicht als „28 IF“ zu lesen, sondern als „51 IS“. Zum Zeitpunkt der Veröffentlichung des Albums war McCartney 51 Jahre alt.
- Der Polizeiwagen vom Originalcover wurde entfernt.

## Titelliste
1. Drive My Car (Lennon/McCartney) – 2:34
vom Beatles-Album Rubber Soul; aufgenommen am 31. Mai 1993 in Kansas City
2. Let Me Roll It (Paul McCartney, Linda McCartney) – 4:10
vom Album Band on the Run; aufgenommen am 26. Mai 1993 in Boulder
3. Looking for Changes (Paul McCartney) – 2:43
vom Album Off the Ground; aufgenommen am 31. Mai 1993 in Kansas City
4. Peace in the Neighbourhood (Paul McCartney) – 4:50
vom Album Off the Ground; aufgenommen am 26. Mai 1993 in Boulder
5. All My Loving (Lennon/McCartney) – 2:16
vom Beatles-Album With the Beatles; aufgenommen am 11. Juni 1993 in East Rutherford
6. Robbie’s Bit (Thanks Chet) (Robbie McIntosh) – 2:00
Dieses Lied ist ein Soloauftritt von Robbie McIntosh; aufgenommen am 15. Juni 1993 in Charlotte
7. Good Rockin’ Tonight (Roy Brown) – 2:48
Bisher von Paul McCartney unveröffentlichtes Lied, eine der bekanntesten Aufnahmen stammt von Elvis Presley; aufgenommen am 15. Juni 1993 in Charlotte
8. We Can Work It Out (Lennon/McCartney) – 2:42
Beatles-Single aus dem Jahr 1965; aufgenommen am 11. Juni 1993 in East Rutherford
9. Hope of Deliverance (Paul McCartney) – 3:29
vom Album Off the Ground; aufgenommen am 11. Juni 1993 in East Rutherford
10. Michelle (Lennon/McCartney) – 2:56
vom Beatles-Album Rubber Soul; aufgenommen am 26. Mai 1993 in Boulder
11. Biker Like an Icon (Paul McCartney) – 3:40
vom Album Off the Ground; aufgenommen am 26. Mai 1993 in Boulder
12. Here, There and Everywhere (Lennon/McCartney) – 2:29
vom Beatles-Album Revolver; aufgenommen am 22. März 1993 in Parramatta, Australien
13. My Love (Paul McCartney) – 4:06
vom Album Red Rose Speedway; aufgenommen am 29. Mai 1993 in San Antonio
14. Magical Mystery Tour (Lennon/McCartney) – 3:15
vom Beatles-Album Magical Mystery Tour; aufgenommen am 22. März 1993 in Parramatta, Australien
15. C’Mon People (Paul McCartney) – 5:38
vom Album Off the Ground; aufgenommen am 31. Mai 1993 in Kansas City
16. Lady Madonna (Lennon/McCartney) – 2:33
Beatles-Single aus dem Jahr 1968; aufgenommen am 1. Mai 1993 in Atlanta
17. Paperback Writer (Lennon/McCartney) – 2:39
Beatles-Single aus dem Jahr 1966; aufgenommen am 15. Juni 1993 in Charlotte
18. Penny Lane (Lennon/McCartney) – 2:58
Beatles-Single aus dem Jahr 1967; aufgenommen am 26. Mai 1993 in Boulder
19. Live and Let Die (Paul McCartney, Linda McCartney) – 3:51
Wings-Single aus dem Jahr 1972; aufgenommen am 26. Mai 1993 in Boulder
20. Kansas City (Jerry Leiber, Mike Stoller) – 3:54
vom Album Снова в СССР (The Russian Album); aufgenommen am 31. Mai 1993 in Kansas City
21. Welcome to Soundcheck – 0:41
22. Hotel in Benidorm (Paul McCartney) – 2:00
Bisher unveröffentlichtes Lied, aufgenommen am 26. Mai 1993 in Boulder während eines Soundchecks
23. I Wanna Be Your Man (Lennon/McCartney) – 2:36
vom Beatles-Album With the Beatles; aufgenommen am 22. März 1993 in Parramatta, Australien während eines Soundchecks
24. A Fine Day (Paul McCartney) – 6:18
Bisher unveröffentlichtes Lied, aufgenommen am 11. Juni 1993 in East Rutherford während eines Soundchecks

## Wiederveröffentlichungen
- Im Juni 2011 wurde das Album im Download-Format veröffentlicht.
- Am 12. Juli 2019 wurde das auf 180 Gramm hell-blauem (1-LP) und pfirsich-weißem (1-LP) Vinyl gepresste Doppel-Album[2] sowie auf 180 Gramm schwarzen Vinyl von Capitol Records veröffentlicht.[3] Die CD hat ein aufklappbares Pappcover, dem CD-Album liegt ein doppelseitig bedrucktes Miniposter bei. Die Lieder wurden in den Abbey Road Studios von Alex Wharton remastert.[4]

## Singleauskopplungen
Aus dem Album wurde keine Single ausgekoppelt.
In Deutschland und anderen Ländern Kontinentaleuropas wurde am 8. November 1992 als vierte Single aus dem Album Off the Ground die 5″-CD-Single Biker Like an Icon / Midnight Special (Live) / Things We Said Today (Live) / Biker Like an Icon (Live) veröffentlicht.
In den Niederlanden erschien am 8. November 1992 die 5″-CD-Single Biker Like an Icon / Biker Like an Icon (Live).
In Europa wurde im November 1993 der Promotion-Album-Sampler Paul Is Live mit den Liedern Magical Mystery Tour / Biker Like an Icon / My Love / Paperback Writer / Live and Let Die veröffentlicht.
In Mexiko wurde die CD-Promotionsingle Michelle hergestellt.

## Chartplatzierungen
| ChartsChartplatzierungen       | Höchstplatzierung | Wochen |
| ------------------------------ | ----------------- | ------ |
| Deutschland (GfK)              | 44 (10 Wo.)       | 10     |
| Österreich (Ö3)                | 38 (2 Wo.)        | 2      |
| Vereinigtes Königreich (OCC)   | 34 (2 Wo.)        | 2      |
| Vereinigte Staaten (Billboard) | 78 (4 Wo.)        | 4      |

## Verkaufszahlen und Auszeichnungen
| Land/Region          | Auszeichnungen für Musikverkäufe (Land/Region, Auszeichnung, Verkäufe) | Verkäufe |
| -------------------- | ---------------------------------------------------------------------- | -------- |
| Spanien (Promusicae) | Gold                                                                   | 50.000   |
| Insgesamt            | 1× Gold ·                                                              | 50.000   |

## Videoveröffentlichung
Der Konzertfilm Paul Is Live In Concert On The New World Tour wurde während der Welttournee 1993 aufgenommen und enthält 21 Lieder. Die Regisseure des Films sind Kevin Godley und Aubrey Powell. Der Film wurde in USA, Australien, Neuseeland und Frankreich aufgenommen. Die meisten Tonspuren des Konzertfilms stammen von den gleichen Aufnahmen, die auch für die CD verwendet worden sind. Die Lieder Let It Be, Yesterday und Hey Jude sind nicht auf der CD enthalten. Der Film enthält auch Aufnahmen von Tierversuchen.
Im März 1994 wurde Paul Is Live In Concert On The New World Tour auf VHS und Doppel-VCD veröffentlicht, in den USA im April 1994. Die DVD wurde im August 2003 in einer 5.1-Abmischung veröffentlicht.